# Елеонора Мадалена Гонзага-Невер
Вижте пояснителната страница за други личности с името Елеонора Гонзага.
Елеонора Магдалена Гонзага-Невер, наречена Младата (на италиански: Eleonora Magdalena Gonzaga-Nevers, на немски: Eleonora Magdalena Gonzaga von Mantua-Nevers; * 18 ноември 1630, Мантуа, Херцогство Мантуа; † 6 декември 1686, Виена, Ерцхерцогство Австрия) от италианско-френския род Гонзага-Невер, е чрез брак императрица на Свещената Римска империя (30 април 1651 – 2 април 1657) и кралица на Бохемия и на Унгария.
Смятана е за една от най-образованите и добродетелни жени на своето време. Увлечена от религиозната поезия, тя основава литературна академия и също така е покровителка на музикалните произведения в театъра. Като императрица на Свещената Римска империя тя съдейства за развитието на духовния и културен живот в императорския двор във Виена. Въпреки че е пламенна католичка и благодетелка на няколко манастира, тя има толерантно отношение към Протестантството.
Създава и е Велик магистър на два женски рицарски ордена: Ордена на робите на добродетелта (1662) и Ордена на Звездния кръст (1668).

## Произход
Тя е дъщеря на Карло II Гонзага-Невер (* 1609, † 1631), херцог на Невер и на Ретел, и на съпругата му и братовчедка Мария Гонзага (* 1609, † 1660), наследница на Херцогство Монферат. Нейни дядо и баба по бащина линия са Карло I Гонзага, херцог на Невер, Ретел, Мантуа и Монферат, и Катерина Лотарингска-Майен-Гиз, член на Дом Лотаринги, а по майчина – Франческо IV Гонзага, херцог на Мантуа и Монферат, и принцеса Маргарита Савойска. Има един по-голям брат:
- Карло III (* 1629, † 1665), херцог на Мантуа и Монферат, съпруг на Изабела Клара Австрийска.

## Биография

### Начални години
Тя е кръстена на лелята на майка си по бащина линия, императрица Елеонора, която е и нейна кръстница. Бракът на родителите на Елеонора е сключен с цел укрепване на претенциите на Неверския клон на Дом Гонзага към херцогствата Мантуа и Монферат, когато основната линия изчезне. Херцогът на Невер, васал на Кралство Франция, се сблъсква с опозицията от Феранте II Гонзага, херцог на Гуастала, който разчита с подкрепата на Свещената Римска империя, Кралство Испания и Херцогство Савоя, и така започва Войната за Мантуанското наследство, по време на което Елеонора, с родителите си и по-големия си брат Карло, напуска Мантуа, но се завръща година по-късно при подписването на Договора от Кераско (19 юни 1631 г.), според който правата на херцога са признати на Карл Гонзага-Невер. Месец по-късно обаче (30 август 1631 г.) баща ѝ умира от туберкулоза и започват поредица от политически конфликти между херцог Карл и неговата снаха, които завършват с изгнанието на Маргарита Савойска (майката на Мария) от Мантуа.
През този период Елеонора живее в църквата „Св. Урсула“, където остава с майка си до 1637 г., когато след смъртта на дядо ѝ по-големият ѝ брат става новият херцог на Мантуа и Монферат под регентството на майка им. Принцесата получава отлично образование, говори свободно френски, испански и италиански, добре познава литературата, музиката и изкуството, танците и бродирането. Още в юношеството си показва поетичен талант, който се изразява в нейните философски и религиозни стихотворения.

### Брак
Бракът на Елеонора е уреден от нейната кръстница, която поддържа тесни връзки с племенницата си и става основният поддръжник на избирането ѝ за съпруга на Фердинанд III. Преди това вдовстващата императрица успява да уреди брака на херцог Карл II (брат на Елеонора) с ерцхерцогиня Изабела Клара Австрийска (член на тиролския клон на Хабсбургската династия) през 1649 г.
По време на брачните преговори императорът издига следните условия: Херцогство Мантуа трябва да запази своята лоялност към интересите на Свещената Римска империя, а булката може да запази наследствените си права върху Херцогство Монферат и зестра от 400 000 талера. Херцог Карл II се съгласява само с незначителни промени: Мантуа ще запази лоялност към Свещената Римска империя само ако този съюз не може да доведе до отрицателни последици за херцогството, а зестрата на булката ще бъде изплатена на няколко вноски през следващите години.
Бракът чрез пълномощник е тържествено сключен на 2 март 1650 г. в Палатинската базилика „Санта Барбара“, в която императорът е представен от своя посланик, граф Йохан Максимилиан фон Ламберг. Тържествата продължават до 22 март, когато Елеонора, придружена от някои роднини, пътува от Мантуа за Виена. Кортежът пристига в австрийския град Филах, където булката поздравява близките си. В компанията на своята кръстница овдовялата императрица продължава пътя си към Винер Нойщат, където на 30 април 1651 г. се състои официалната церемония. След церемонията императорът подарява на новата си съпруга семейните бижута и подарък от 50 000 форинта. За Фердинанд III това е третият му брак и той има деца и от двата брака. 
Въпреки голямата разлика във възрастта бракът е щастлив. Активният и мил характер на младата императрица ѝ помага да спечели симпатиите на всички членове на императорското семейство: тя установява отлични отношения с всичките си доведени деца. Научава немски, а съпругът ѝ императорът италиански и заедно императорските съпрузи участват в религиозни и светски церемонии. Истинската същност и на двамата не им пречи да се посветят на литературни и музикални дейности, като посещения на театри или лов, което е една от страстите на императрицата. На нейния портрет от Франс Льойкс тя е изобразена в образа на Диана, древната богиня на лова. От брака са родени четири деца, от които само две момичета достигат пълнолетие.

### Императрица на Свещената римска империя и кралица на Германия
Елеонора е описвана като много културна и всеотдайна жена. Авторка на поезия, тя ръководи литературна академия и насърчава културния живот на Виена. Въпреки че е силнао католичка, тя не дискриминира протестантските автори. Тя насърчава основаването на множество манастири, включително този на урсулинките от Виена; тя също така е защитница на неотдавнашния виенски манастир на кармелитите, основан през 1662 г.
Разширяването на Леополдинското крило на Хофбург (Leopoldinischer Trakt) датира от този период. През февруари 1668 г. избухва пожар, който почти унищожава цялата сграда: впоследствие под развалините е открита непокътната реликва на кръста. По тази причина императрицата основава женския династичен орден на Звездния кръст (Sternkreuz).
След смъртта на Фердинанд през 1657 г. тя активизира дейността си в културната и религиозната област. Тя играе важна роля в двора на заварения си син император Леополд I, организира празненства и балети.
Погребана е в Императорската крипта във Виена.

## Брак и потомство
∞ 30 април 1651 във Виена за вдовеца Фердинанд III (* 13 юли 1608, Грац; † 2 април 1657, Виена), император на Свещената Римска империя (15 февруари 1637 – 1657), крал на Унгария от 1625 г., крал на Бохемия от 1627 г., крал на римляните от 1636 г., и оттам и император на Свещената римска империя от 1637 г., от когото има един син и три дъщери:
- Тереза Мария Йозефина Австрийска (* 27 март 1652, † 27 юни 1653), ерцхерцогиня на Австрия
- Елеонора Мария Йозефа Австрийска (* 21 май 1653, Регенсбург; † 17 декември 1697, Виена), ерцхерцогиня на Австрия и чрез бракове ерцхерцогиня на Австрия, кралица на Полско-литовската държава (1670 – 1673) и херцогиня на Лотарингия (1678 – 1697); ∞ 1. 1670 за Михал Корибут (* 1640, † 1673), крал на Полско-литовската държава, от когото има един син, починал в деня на раждането си; 2. 1678 за Карл V (* 1643, † 1690), титулярен херцог на Лотарингия, от когото има пет сина и една дъщеря
- Мария Анна Йозефа Австрийска (* 20 декември 1654, Регенсбург; † 4 април 1689, Виена), ерцхерцогиня на Австрия и чрез брак пфалцграфиня и херцогиня на Нойбург и Юлих-Берг; ∞ 1678 за Йохан Вилхелм (* 1658, † 1716), курфюрст на Пфалц, херцог на Пфалц-Нойбург, от когото има двама сина, починали малко след раждането им
- Фердинанд Йозеф Алоис Австрийски (* 11 февруари 1657, † 16 юни 1658), ерцхерцог на Австрия

- Децата на Елеонора Мадалена
- Елеонора Мария
- Мария Анна